# Ramja
Ramja (arab. رامية) – wieś położona w dystrykcie Kada Bint Dżubajl, w Muhafazie An-Nabatijja, w Libanie.

## Położenie
Wioska Ramja jest położona na wzniesieniu na wysokości 640 metrów n.p.m., w odległości niecałego 1 kilometra na północ od granicy z Izraelem. W jej otoczeniu znajdują się wioski Ajta asz-Szab, Al-Kuzah, Bajt Lif, Salihani, Marwahin i Al-Bustan. Na południowy wschód od wioski, przy granicy jest położony posterunek obserwacyjny międzynarodowych sił rozjemczo-obserwacyjnych UNIFIL. Po stronie izraelskiej są moszawy Szetula, Ewen Menachem, Szomera i Zarit. W Izraelu są także zlokalizowane posterunki graniczne Zarit i Liwne.

## Gospodarka
Lokalna gospodarka opiera się na rolnictwie, głównie hodowli tytoniu i oliwek.